# Comuna Tîșevîci, Izeaslav
Tîșevîci (în ucraineană Тишевичі) este o comună în raionul Izeaslav, regiunea Hmelnîțkîi, Ucraina, formată din satele Neceaiivka, Tîșevîci (reședința) și Zubari.

## Demografie
Componența lingvistică a comunei Tîșevîci
     Ucraineană (99,27%)
     Alte limbi (0,73%)
Conform recensământului din 2001, majoritatea populației comunei Tîșevîci era vorbitoare de ucraineană (99,27%), existând în minoritate și vorbitori de alte limbi.